# الميرزا جواد آقا الملكي التبريزي
الميرزا جواد الملكي التبريزي (بالفارسية: میرزا جواد ملکی تبریزی) عالم شيعي إيراني فقيه عارف من علماء القرن 13 هـ، وهو من العوائل الثرية المعروفة بالتجارة في تبريز، من تلامذته المعروفين قائد الثورة الإسلامية في إيران روح الله الخميني، هاجر إلى النجف ودرس في حوزتها انتقل بعدها إلى تبريز ثم إلى مدينة قم وبقي هناك إلى أن توفي ودفن فيها.

## اسمه ونسبه
جواد بن شفيع الملكي التبريزي، والده هو شفيع المَلَكي، من التجار الكبار في زمن الملك القاجاري ناصر الدِّين شاه. والذي تعرف إلى العالم علي نقي الهمداني، ولازَمه، فتأثر به كثيراً في نيله للمقامات المعنوية، كما كان لذلك انعكاس على ابنه جواد.
أما والدته علوية من ذريّة الرسول، ولذلك كان يلقّب بـ«الميرزا»، كما كان يلقّب بـ«الآغا» وهو لقبٌ يطلق على الرجل الجليل القدر، و«المَلَكي» نسبة إلى لقب عائلته المعروفة بـ «ملك التجار»، و«التبريزي» نسبة إلى مولده في تبريز. وهو من عائلة ذات عرق تركي وايضاً من العوائل الثرية.

## نشأته
ولد في مدينة تبريز إحدى مدن محافظة أذربيجان في إيران في القرن الثالث عشر الهجري. بدأ الميرزا دراسة العلوم العربية وتعلم القرآن والمقدمات في المدارس الدينيّة في مسقط رأسه، بعدها هاجر إلى مدينة النجف لمواصلة دراسته الحوزوية،

### اساتذته
تعلم الملكي:
- الفقه على يد رضا الهمداني.
- أصول الفقه على محمد كاظم الخراساني المعروف بالآخوند.
- علم الحديث وعلم الرجال على الميرزا حسين النوري، المعروف بـالمحدث النوري، صاحب كتاب مستدرك الوسائل.

وقد حصل على درجة الإجتهاد في الفقه والأصول، وبعد 25 عاما من إقامته في النجف، رجع إلى إيران سنة 1320 للهجرة، وأخذ بتدريس العلوم الحوزوية في مدينه تبريز وإقامة مجالس الإرشاد، كما تصدى لإمامة الجماعة هناك، وبقي في تبريز لمدة ثمان سنوات، ومع اضطراب الاوضاع السياسية في إيران، انتقل الميرزا على إثرها إلى مدينة قم وذلك سنة 1329 للهجرة، حيث أصبح من مدرّسي البحث الخارج، وإمام الجماعة في حرم فاطمة بنت موسى الكاظم، وأقامة مجالس الوعظ والإرشاد، ودروس الأخلاق في المدرسة الفيضية.

## تلامذته
ممن تتلمذ على يديه:
1. روح الله الخميني.
2. محمد حسين الغروي الأصفهاني المعروف بالكمباني.
3. عبد الله شالجي التبريزي.
4. حسين الفاطمي القمي.
5. محمود المدرسي.
6. عباس الطهراني.
7. محمد حسين البهاري.
8. محمود اليزدي.
9. علي الهمداني.

## مؤلفاته
- مخطوط في الفقه الاستدلالي، لم يطبع.
- رسالة في أحكام الحج.
- حاشية على غاية القصوى، وهي الترجمة الفارسية لكتاب (العروة الوثقى).
- أسرار الصلاة
- المراقبات في أعمال السنة.
- رسالة لقاء الله أو تسمى بالرسالة اللقائية والكتب الثلاث الأخيرة في السير والسلوك.

## أقوال العلماء فيه
- قول الخميني في الحث على مطالعة كتبه: «ومن العلماء المعاصرين طالع كُتُب الشيخ الجليل القدر العارفِ بالله الحاج ميرزا جواد التبريزي قدّس سرّه فلعلّك تخرج عن هذا التأبي والتعسّف إن شاء الله».[1]
- محمد حسين الطبأطبائي في تقريظِه لكتاب (المراقبات): «أمّا بعد، فهذه أسطرٌ أعلّقها على كتاب (أعمال السنة) للعَلَم الحجّة الآية، المرحوم الحاج الميرزا جواد آقا الملكي التبريزي قدّس الله روحه، ولست أريد بها أن أمدح هذه الصحيفة الجليلة، أو أُثني على مؤلّفها العظيم، فليست هي إلّا بحراً زاخراً لا يُوزن بمَنّ ولا صاع، ولا هو إلّا علَماً شامخاً لا يقدّر بشبرٍ أو ذراع، وكفى بالقصور عذراً، وباليأس عن البلوغ راحة.»[2]

## وفاته
توفّي جواد الملكي في العاشر من ذي الحجة سنة 1344 للهجرة، ودفن في مقبرة الشيخان، قرب حرم فاطمة المعصومة بمدينة قم.

## انظر ايضاً
- روح الله الخميني
- المناجاة الشعبانية
- جواد التبريزي

## وصلات خارجية
- http://alfeker.net/authors.php?id=296